# Тюменское владение
Тюменское владение (иногда: княжество, ханство, шевкальство), Тюмень (иногда: Кавказская, Прикаспийская, Хвалимская, Шевкальская) — государственное образование на Северном Кавказе в XV—XVI веках. Располагалось в низовьях реки Терек на территории, соответствующей современному Северному Дагестану. Основано тюркской народностью тюменов (старорусск. терские татары, тюменские татары), некоторое время подчинялось кумыкским шамхалам (старорусск. Шевкалы, Шевкальская земля), в 1594 году вошло в состав Русского царства.

## Название
Название «Тюменское владение» (иногда: княжество, ханство, шевкальство) или «Тюмень» использовалось в старорусских источниках и применяется в современной русскоязычной литературе. Связано оно с жившей здесь народностью тюменов, от них была названа и столица владения — город Тюмень, и местная речка — Тюменка. Само слово «тюмень» является русскоязычной огласовкой термина тюрко-монгольского происхождения — тюмен (тюрк.), тумэн (монг.) и имеет несколько значений. Применительно к Тюменскому владению, в «История народов Северного Кавказа …» высказано предположение о связи этого наименования с его значением как числительного, равнявшегося сначала неопределённому множеству, а позднее, вероятно, с монгольского времени — 10 000. Однако на сегодняшний день эта связь не доказана, а если она и имелась, то не известно, что подразумевалось применительно к названию тюменов и Тюменского владения — это могло быть и 10 000 выставляемых воинов (в этом случае это владение когда-то было достаточно значительным по численности населения) и, например, 10 000 голов имеющегося во владении рогатого скота.
Иногда в русскоязычной литературе Тюменское владение могут называть Кавказская Тюмень — по её местонахождению на Кавказе (наименование использовал кавказовед Л. И. Лавров); Хвалимская или Прикаспийская Тюмень — по названию Каспийского моря (старорусск. «Хвалимское/Хвалынское море»); Шевкальская Тюмень — по названию Шамхальства (старорусск. «Шевкалы, Шевкальская земля») или его правителя шамхала (старорусск. «шевкал, шевкальский князь»), в определённый период господствовавшего над Тюменским владением.

## Общие сведения
Тюркское владение в низовьях реки Терек, называемое «Тюменским», становиться особенно известно в XV—XVI веках. Современные исследования о происхождении владения и этнической принадлежности его населения отсутствуют. Первым учёным, сделавший о нём «сугубо предварительные выводы», являлся кавказовед Л. И. Лавров, работа которого о Кавказской Тюмени была размещёна в 1976 году в сборнике научных трудов «Из истории дореволюционного Дагестана». По мнению российского историка и тюрколога В. В. Трепавлова, тюмены территориально и этнически ближе скорее к кумыкам.
Правителя Тюменского владения в источниках именуют князем, шамхалом и иногда даже царём. Известно, что его власть была наследственной — вероятно соблюдался принцип старшинства. Однако часто, при передаче престола, здесь возникали междоусобицы. С какого-то периода Тюменские правители стали признавать над собой главенство своего южного соседа — Шамхальства. Тюменское владение находилось «в зависимости от шамхалов и платило ему по баранте и мере пшеницы». В свою очередь, Шамхальство в разные периоды находилось в зависимости то от Сефевидского Ирана, то от крымско-турецкого союза.
Главным городом государства являлась Тюмень, во 2-й половине XVI века разрушенная речными половодьями. На его месте в 1588—1589 годах Русским царством (правительством Фёдора I Иоанновича) построен Терский город, изначально называвшийся «Тюменским острогом».

## География
Тюменское владение находилось в низовьях реки Терек, что соответствует территории современного Северо-Восточного Дагестана. Точные его границы исследователями не установлены, однако достоверно известно, что владение граничило на западе с Кабардой (старорусск. «Черкасская земля»).

## История
В период правления Ивана IV, после захвата Русским царством в 1556 году Астраханского ханства, многие правители близлежащих мусульманских государств поспешили отправить в Астрахань послов для установления мирных отношений. Представителями русской администрации в Астрахани в тот период являлись воевода Иван Черемисинов и Михайло Колупаев. Наряду с прочими «к ним … с Шевкал и с Тюмени от цареи присылка о миру была и о торговли, и они к ним послали служивых Татар по государеву … наказу»; помимо этого, в летописях сообщается, что «И Иван и Михайло им [людям из Газикумухского шамхальства и Тюменского владения] торговати велѣли и пошлины у них на государя емлют». В 1557 году, уже в Москву «пришли послы от Крым Шевкала и ото всеи земли Шевкальскои да от Тюменского князя с поминки [с подарками]». Они били челом о «холопстве» и о том, чтобы русский царь приказал астраханским воеводам защищать их владения и позволил осуществлять торговые операции в Астрахани, также посольство предлагало уплату ежегодной дани. Ответ русского правительства современным исследователям не известен.
Согласно примечанию к «Посольским книгах по связям России с Ногайской Ордой» составителей Д. А. Мустафиной и В. В. Трепавлова, в середине XVI века в Тюменском владении укрывались сыновья свергнутого в Ногайской орде бия Юсуфа. Они находились в конфронтации с новым правителем ногайцев — бием Исмаилом, союзником Русского царства. По мнению исследователя В. В. Пенского, факт нахождения в землях подконтрольных шамхалу сыновей Юсуфа, мог послужить одной из причин похода Черемисинова в Дагестан в 1560 году: «Отпустил царь … по челобитью Кабардинских князеи и по неправдам Шевкалавымъ воеводу Ивана Семеновича Черемисинова с товарыщи на Шевкал и на Тюмень …».
С 1556 года владетели Тюмени налаживали политические и торговые связи с Русским царством, оставаясь при этом вассалами кумыкских шамхалов. Претенденты на престол часто искали поддержки во внутренних междоусобицах у русских властей. Так в 1560 году настойчиво добивался Тюменского престола Мамай Агишев, он ездил в Астрахань и пытался заручиться там военной помощью. Не добившись успеха, Мамай и его брат уехали в Москву, где крестились — в крещении Василий и Роман Агишевичи Тюменские. После этого братья находились на дворцовой службе русского царя, служили воеводами и участвовали в Ливонской войне (от них пошёл российский дворянский род Тюменских). В 1569 году умер Тюменский владетель Токлуй, ему наследовал племянник — Тюген Атяков. В 1594 году Тюменское владение вошло в состав Русского царства и прекратило своё самостоятельное существование.